# Băcești
Băceşti é uma comuna romena localizada no distrito de Vaslui, na região de Moldávia. A comuna possui uma área de 47.51 km² e sua população era de 4281 habitantes segundo o censo de 2007.